# Tirupati Airport
Tirupati Airport är en flygplats i Indien.   Den ligger i distriktet Chittoor och delstaten Andhra Pradesh, i den södra delen av landet, 1 700 km söder om huvudstaden New Delhi. Tirupati Airport ligger 104 meter över havet.
Terrängen runt Tirupati Airport är varierad. Runt Tirupati Airport är det tätbefolkat, med 343 invånare per kvadratkilometer. Närmaste större samhälle är Tirupati, 13,3 km väster om Tirupati Airport. Omgivningarna runt Tirupati Airport är en mosaik av jordbruksmark och naturlig växtlighet.